# Malin Aune
Malin Aune (født 4. marts 1995 i Selbu, Norge) er en norsk håndboldspiller, som spiller for Odense Håndbold og Norges kvindehåndboldlandshold.
Hun fik sin officielle debut på det norske landshold i 2015. Hun var også med til at blive verdensmester med Norge ved VM i kvindehåndbold 2021 i Spanien, efter finalesejr over Frankrig, med cifrene 29-22.